# Desire To Fly
《Desire To Fly》는 1991년 1집 발매 후 6년 만에 컴백한 임재범의 2집 음반이다. 전작보다 록의 분위기가 잘 드러났다. 임재범은 10곡 중 7곡의 작업에 참여했다. 수록곡 중 일부는 드라마 OST로 쓰였고, 〈사랑보다 깊은 상처〉는 광고에 삽입되어 공전의 히트를 기록했다.

## 개요

### 6년간의 공백
임재범은 1991년 1집에서 〈이밤이 지나면〉의 히트로 50만 장이 넘는 음반 판매를 기록했다. 그러나 록에서 팝으로 전향한 것에 대해 자책하던 그는, 방송 프로그램 스케줄에 맞추기 위한 무리한 일정에 환멸을 느끼고 돌연 자취를 감췄다.
1997년 케이블 채널 KMTV에서 ‘강남의 20대 행인’을 대상으로 선호도를 조사한 결과, 인기를 끈 것은 방송 음악 차트에서 정상을 달린 댄스곡이 아니라 복고풍의 노래였다. 록 마니아들에게 임재범의 복귀는 늘 화제였다. 그는 6년의 공백을 깨고 1997년 2집으로 돌아왔다. 음반 발매에 맞춘 인터뷰에서 “6년을 꼬박 헤매기만 했지 정리를 못 했거든요. 그래서 임재범을 추억으로만 기억하는 사람들에게 현실로 다가서고 싶었습니다”라며 포부를 밝혔다.

### 강화한 2집
임재범 2집은 1997년 DMR에서 CD와 카세트테이프로 동시 발매했다. 직접 프로듀싱을 했던 이 음반은 뛰어난 연주, 리듬 처리로 1집보다 록의 색채가 더 강해졌다. 상업적 성과도 좋아 발매 한 달 만에 5만 장 이상의 판매고를 기록했다.
임재범은 이 음반에서 포장된 이미지로 승부하는 대신, 록 장르를 결합한 다양한 음악을 오직 목소리의 힘만으로 진솔하게 전달했다. 또한 음반에 수록한 10곡 중 7곡을 최준영, 방준석과 함께 공동으로 작곡했다. 직접 작사까지 한 〈그대는 어디에〉는 임재범의 가창력과 가사 전달력이 탁월하다. 이 곡은 타악기 없이 신시사이저의 잔잔한 화성 반주에 맞춰 목소리를 전달한 것이 특징이다. 
록 발라드 〈비상〉의 가사는 임재범 자신의 이야기다. 어쿠스틱 기타 3대의 리드미컬한 스토로크 반주에 맞춰 부른 〈궤변…(광란의 축제)〉은 제목처럼 조성과 리듬의 변화가 뚜렷한 명곡이다. 영어 가사인 〈Wish〉는 전주에서 여자의 웃음소리로 시작한다.

## 수록곡
| #            | 제목                     | 작사         | 작곡           | 편곡         | 재생 시간 |
| ------------ | ------------------------ | ------------ | -------------- | ------------ | --------- |
| 1.           | 〈비상〉                 | 채정은       | 임재범, 최준영 | 서영진       | 4:29      |
| 2.           | 〈그대는 어디에〉        | 임재범       | 임재범, 이인   | 김광민       | 4:51      |
| 3.           | 〈사랑보다 깊은 상처〉   | 최원석       | 신재홍         | 신재홍       | 4:26      |
| 4.           | 〈그대… 내게와〉         | 이인         | 임재범, 이인   | 이인         | 4:26      |
| 5.           | 〈또다른 날을 위해〉     | 최원석       | 신재홍         | 신재홍       | 3:31      |
| 6.           | 〈추락〉                 | 채정은       | 임재범, 이인   | 이인         | 4:08      |
| 7.           | 〈궤변 …〉 (광란의 축제) | 채정은       | 임재범, 이인   | 이인         | 4:09      |
| 8.           | 〈Wish〉                 | 이인         | 임재범, 이인   | 이인         | 3:54      |
| 9.           | 〈최선의 고백〉          | 이희승       | 신재홍         | 신재홍       | 4:42      |
| 10.          | 〈아름다운 오해〉        | 채정은       | 임재범, 최준영 | 서영진       | 4:04      |
| 총 재생 시간 | 총 재생 시간             | 총 재생 시간 | 총 재생 시간   | 총 재생 시간 | 42:40     |